# Javier Obregón
Javier Lucas Obregón Aguirreburualde (1958 - ), más conocido por "Tarzi", es un escenógrafo español.
Javier Obregón es un relevante escenógrafo y hombre de teatro vasco que ha participado activamente en importantes compañías del País Vasco destacando especialmente Geroa y Kukubiltxo.

## Biografía
Javier Obregón nació el 21 de abril de 1958 en la localidad vízcaína de Durango. Después de realizar los estudios de delineación, entra en 1979 en la compañía Geroa, compañía referencial del teatro vasco en la década de los años 80 del siglo XX, de la mano de su hermano y fundador de Geroa Paco Obregón. En 1993 pasa a formar parte de Kukubiltzo hasta que en el año 2012 esta compañía desaparece. 
Participa en diferentes proyectos de otras compañías vascas como Gorakada, Markeliñe, Eolo...  y en colaboraciones con grupos musicales y culturales como Oskorri y Berbaro así como con otras entidades con la construcción de marionetas, gigantes, títeres, mascotas...